# Eitel Galle

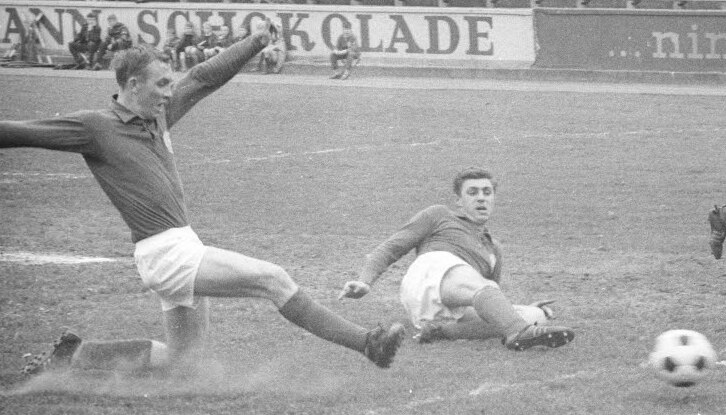
Eitel Galle (re.) bei einem Freundschaftsspiel im Kieler Holsteinstadion (1963)

Eitel Galle (* 9. Februar 1935 in Hamburg) ist ein ehemaliger deutscher Fußballspieler, der für die Vereine Bremerhaven 93, 1. FC Phönix Lübeck und Holstein Kiel von 1956 bis 1963 in der erstklassigen Fußball-Oberliga Nord als Stürmer im damaligen WM-System, zumeist als Mittelstürmer eingesetzt, insgesamt 141 Ligaspiele mit 59 Toren absolviert hat. In der Debütrunde der zweitklassigen Fußball-Regionalliga Nord schlossen sich 1963/64 noch weitere 25 Ligaspiele mit fünf Toren in Kiel an, ehe er seine Laufbahn im Hamburger Amateurfußball ausklingen ließ und sich auf seinen Beruf und die Familie konzentrierte.

## Laufbahn

### Jugend, Amateur und erste Oberligastation, bis 1959
In der Jugend des Walddörfer SV, im Hamburger Nordosten gelegen, war der Schüler erstmals mit dem Vereinsfußball in Berührung gekommen. Sein Offensivtalent und viele Tore führten den Angreifer nach der Jugend in die Amateurmannschaft des Hamburger SV. In der Runde 1955/56 belegten die HSV-Talente mit 45:19 Punkten und 122:48 Toren den 3. Rang in der Amateurliga Hamburg, eroberte sich das 20-jährige Torjägertalent Eitel Galle mit 37 Treffer die Torjägerkrone in Hamburg. Heinz Kubbe (34 Tore) und Gustav-Adolf Rathmann (30 Tore) vom souveränen Meister Concordia Hamburg folgten vor den zwei weiteren HSV-Talenten Gerd Krug und Uwe Reuter mit jeweils 28 Treffern, auf den Plätzen. Torschützenkönig Galle erzielte dabei in vier Spielen – Wandsbeker FC (10:1), Rasensport Elmshorn (7:2), Bergedorf 85 (7:1), Wilhelmsburg 09 (11:2) – jeweils fünf Tore. Die Standardangriffsformation mit Michalke (8), Krug (28), Galle (37), Reuter (28) und Stolterfoth (9) erzielte alleine 110 Treffer. Die Amateurmannschaft war in die zweithöchste Liga aufgestiegen und spielte dort mit ihrem torreichen Spiel eine vielbeachtete Rolle. Sie hätten spielerisch auch in der Oberliga mithalten können, in der allerdings ein rauerer Wind wehte als in der Amateurliga Hamburg. Das Team trat fast immer in der eingespielten Formation mit Ehlers – Freese, Wagner – Werner, Nitsche, Broockmöller – Michalke, Krug, Galle, Reuter und Stolterfoth an, dazu gehörten auch noch Studt und der langzeitverletzte Kloth. Große Karriere bei den „Rautenträgern“ machten Jürgen Werner, Gerd Krug und Uwe Reuter, aber auch die weiteren Mitspieler von Eitel Galle, Klaus Freese, Gerhard Wagner, Herbert Broockmöller, Horst Michalke und Werner Kloth kamen beim HSV in der Oberliga Nord zum Einsatz. Da mit Uwe Seeler und Klaus Stürmer bereits zwei gleichaltrig überragende Offensivspieler Leistungsträger in der Ligamannschaft waren und zur Saison 1956/57 mit Krug, Kloth, Reuter und Werner vier vormalige HSV-Amateure in den Vertragsspielerkader übernommen wurden, blieb für Torjäger Galle nur der Weg des Vereinswechsels um ebenfalls in der Oberliga sein Können unter Beweis stellen zu können. Er unterschrieb zur Runde 1956/57 beim Oberligisten TuS Bremerhaven 93 einen Vertrag und wechselte in die Stadt an der Geeste und Weser.
Galle debütierte am 26. August 1956 bei einem 1:0-Auswärtserfolg unter Trainer Robert Gebhardt beim VfL Wolfsburg als Mittelstürmer in der Oberliga Nord. An seiner Seite operierten die weiteren TuS-Angreifer Günter Geise, Manfred Presche, Werner Lang und Horst Wendlandt. In seinem ersten Heimspiel mit den Weinroten vom Zollinlandstadion, am 2. September, erzielte der neue Mittelstürmer bei einem 5:0-Heimerfolg gegen den VfL Osnabrück, zwei Tore. Als Galle mit Bremerhaven am 9. Dezember 1956 in seiner Heimatstadt Hamburg gegen den ewigen Nordtitelgewinner HSV vor 14.000 Zuschauern ein 2:2 Remis erreichte und er dabei auch noch den 1:2-Anschlusstreffer erzielte, war er endgültig in der Oberliga Nord angekommen. Am Rundenende hatte er in 17 Ligaspielen neun Tore erzielt und Bremerhaven war auf dem 9. Rang gelandet.
In seiner zweiten Saison in Bremerhaven, 1957/58, kletterte der TuS auf den 5. Rang nach oben und für Galle ragten drei Spiele heraus: Am 6. Oktober 1957 der 2:1-Heimerfolg gegen den Hamburger SV mit zwei Treffern von Karl-Heinz Preuße, die torreiche 5:7-Niederlage am 12. Januar 1958 bei Werder Bremen, als er seine Mannschaft mit 1:0 in Führung gebracht hatte, und seine drei Treffer am 9. Februar 1958 bei einem 5:2-Heimerfolg gegen Göttingen 05.
In seinem dritten Bremerhavener Jahr, 1958/59, steigerte Galle seine persönliche Bilanz auf 30 Ligaspiele mit 15 Toren und war damit unangefochtener interner Torschützenkönig vor Wilfried Kapteina mit zehn Treffern. Unter Trainer Oswald Pfau reichte es für die Weinroten zwar lediglich zum 9. Rang, aber durch den Karriereausklang der drei altgedienten Leistungsträger Mokroß, Preuße und Wagenbreth war einfach sportliche Substanz verloren gegangen. Das konnte nicht alleine von dem erfolgreichen Torschützen Galle und dem guten Nachwuchsspieler Uwe Klimaschefski aufgefangen werden. Eine besondere Leistung hatte Galle am 4. Januar 1959 beim 6:3-Heimerfolg gegen Eintracht Braunschweig abgeliefert, als er sich als vierfacher Torschütze gegen Eintracht-Keeper Johannes Jäcker auszeichnete. Nach drei Jahren in Bremerhaven unterzeichnete er zur Saison 1959/60 einen neuen Vertrag bei Phönix Lübeck und wechselte an die Lübecker Bucht.

### Lübeck und Kiel, 1959 bis 1964
Bei den Adlerträgern vom Stadion an der Travemünder Allee führte sich Galle am Rundenstarttag, den 16. August 1959, mit dem 1:0-Führungstreffer beim 2:0-Erfolg gegen Eintracht Osnabrück gleich so ein wie es von einem Torschützen erwartet wird. Die Zufriedenheit nach zwischenzeitlichen 7:9 Punkten nach acht Spieltagen war aber nach der 0:7-Heimschlappe am 9. Spieltag gegen den Hamburger SV merklich angekratzt und als dann auch noch acht Tage später das emotionale Lokalderby gegen den VfB Lübeck mit 0:1 verloren gegangen war, war viel von der Moral für den weiteren Rundenverlauf verloren gegangen. Mit 10:20 Punkten ging Phönix nach der Hinrunde in das neue Jahr und setzte auf die Hoffnung einer Besserung in der Rückrunde. Die blieb aber aus und Phönix stieg mit 20:40 Punkten unter Trainer Otto Westphal in das Amateurlager ab. Galle hatte in 24 Ligaspielen zehn Tore erzielt und führte damit die interne Torschützenliste vor Harry Garstecki (6 Tore) und Otto Hartz mit fünf Treffern an. Beim Rückspiel am 3. April 1960 bei Eintracht Osnabrück hatte er bei einem 3:3 Remis alle drei Tore für Phönix erzielt. Nach dem Abstieg nahm er das Angebot von Holstein Kiel an und wechselte zur Saison 1960/61 an die Kieler Förde.
Die erste Runde von Galle in Kiel, 1960/61, war gleichzeitig die letzte Saison von Trainer Helmuth Johannsen. Neben Galle war auch noch Günter Tams aus Flensburg zu den „Störchen“ gekommen und Galle traf an der Förde auf seinen ehemaligen HSV-Amateurkollegen Werner Kloth. Der aus Lübeck geholte Angreifer schlug sich aber mit einer langwierigen Muskelverletzung im Oberschenkelbereich herum und konnte den KSV nicht verstärken; lediglich fünf Einsätze konnte er verletzungsbedingt für seinen neuen Verein bestreiten. In der Hinrunde trug er die blau-weiß-roten Farben der „Störche“ lediglich in einem Ligaspiel und in der Rückrunde konnte er auch nur am Rundenende nochmals eingreifen. In seinem zweiten Jahr, 1961/62, konnte er unter dem vormaligen Kieler Amateurtrainer Erich Wolf dann endlich zeigen, dass seine Verpflichtung berechtigt gewesen war. Mit dem 5:2-Auswärtserfolg bei Altona 93 startete Galle am dritten Spieltag an der Seite der Angriffskollegen Gerd Koll, Alfred Bornemann, Manfred Greif und Horst Mund mit einem Treffer in die Runde. Nach einer mittelmäßigen Hinrunde mit 15:15 Punkten ging es in der Rückrunde deutlich aufwärts und die Mannschaft von „Ede“ Wolf griff nach Erfolgen gegen Hannover 96 (4:1), Altona 93 (7:2 mit zwei Galle Toren), St. Pauli (1:0) und vor allem dem 2:1-Erfolg am 21. März 1962 beim Serienmeister Hamburger SV sogar noch um den Kampf um die Vizemeisterschaft ein. Beim HSV war Kiel im Angriff mit Koll, Galle, Bornemann, Martinsen und Greif angetreten und hatte sich gegen Könner wie Torhüter Horst Schnoor, die Verteidiger Gerd Krug und Lothar Kröpelin, sowie der Läuferreihe des HSV mit Jürgen Werner, Jochenfritz Meinke und Dieter Seeler durchgesetzt. Die folgenschwere 1:4-Auswärtsniederlage bei Concordia Hamburg am 8. April 1962 machte auch die vorhergehenden weiteren Erfolge gegen VfV Hildesheim (3:0) und Eintracht Braunschweig (6:1, mit zwei Galle Toren) zunichte und am Ende belegte Kiel mit 37:24 Punkten den 5. Rang. Eitel Galle hatte in 26 Ligaeinsätzen 14 Tore an der Seite von Torschützenkönig Gerd Koll (27 oder 29 Treffer) erzielt und damit seine Oberligaqualitäten eindrucksvoll unter Beweis gestellt. Hinzu kam auch noch seine Vielseitigkeit im Angriff, denn er konnte auf allen Positionen in der Offensive auflaufen, war nicht nur auf die Mittelstürmerrolle programmiert, er war auf beiden Flügeln und sogar als Halbstürmer einsetzbar.
Im letzten Jahr der alten erstklassigen Oberliga Nord, 1962/63, diese Runde hatte wesentliche Bedeutung zur Nominierung für die ab 1963/64 neu startende zentrale Fußball-Bundesliga, konkurrierten im Holstein-Angriff mit Greif, Martinsen, Bornemann, Koll, Podlich, Boyens und Galle sieben Akteure um die Plätze. Die meisten Einsatzchancen erspielten sich Greif mit 29 und Koll mit 26 Ligaeinsätzen, danach folgten Martinsen (22) und Boyens (21), ehe Galle (17), Podlich (16) und Bornemann (14) die weiteren Varianten für den Angriff darstellten. Es reichte für Holstein Kiel zwar erneut zum 5. Rang, damit konnten die Kieler aber nicht für die Bundesliga nominiert werden. Den dritten Platz für die Nordaspiranten wurde Eintracht Braunschweig zugesprochen, klar waren die Nominierungen vom Hamburger SV und Werder Bremen. In die Runde waren Galle und Kameraden mit dem DFB-Pokalspiel am 28. Juli 1962 gegen den Westoberligisten FC Schalke 04 mit deren WM-Teilnehmern Hans Nowak, Willi Schulz und Willi Koslowski aus den Chile-Tagen im Juni des Jahres gestartet. Vor knapp 15.000 Zuschauern feierte Galle mit den drei Treffern für den Gastgeber einen glänzenden Rundenstart; leider wurde das Spiel durch einen Treffer von Waldemar Gerhardt in der 83. Minute noch mit 3:4 verloren. Das Kieler Publikum war trotz des Ausscheidens begeistert gewesen und hegte Zuversicht für die Oberligarunde und träumte insgeheim von der Bundesliga.
In die Zweitklassigkeit startete Holstein am 10. August 1963 mit einem 4:2-Auswärtserfolg beim VfR Neumünster; mit der Angriffsbesetzung Koll, Galle, Hartz, Saborowski und Greif glückte der Erfolg in der Fremde. Zur Halbzeit hatten die Blau-Weiß-Roten noch mit 0:2 in Rückstand gelegen, ehe Gerd Koll mit vier Treffern die Partie noch drehen konnte. Kiel hatte sich im Angriff mit Otto Hartz und dem Jugendnationalspieler Gerd Saborowski verstärkt, im Gegenzug hatten die „Störche“ den Verlust der zwei Angreifer Fritz Boyens und Alfred Bornemann zu beklagen. Die Hinrunde verlief aber insgesamt mittelmäßig und man hatte einen Platz in der Bundesliga-Aufstiegsrunde schon bis zum Winter so gut wie verspielt, doch mit einer Aufholjagd stieß die Holstein-Elf noch auf Rang fünf vor. Mehr verhinderte die negative Auswärtsbilanz mit 16:18 Punkten. Den letzten Doppelpack für Kiel schnürte der jetzt grundsätzlich als Halbstürmer eingesetzte Eitel Galle am 10. November 1963 bei einem 2:2 Remis beim VfL Oldenburg. Nach insgesamt 48 Ligaeinsätzen mit 20 Treffern in der Oberliga Nord und 25 Regionalligaspielen mit fünf Toren bei Holstein Kiel beendete Eitel Galle im Sommer 1964 seine Laufbahn als Vertragsspieler und kehrte wieder in den Amateurfußball nach Hamburg zurück.

### Ausklang im Amateurfußball, Beruf und Hobby
Der kurz vor der Sturmflut 1962 im Februar bei der Hamburger Feuerwehr zur Ausbildung angetretene Oberligafußballer verbrachte die gesamten restlichen Berufsjahre bis zur Pensionierung im Bereich der übergeordneten Brandbekämpfung, hat aber auch Erfahrung in der Umweltwache gesammelt. Der schon seit 54 Jahren im Stadtteil Bergstedt mit Familie (Ehefrau und zwei Kinder) wohnhafte Ex-Oberligafußballer ging noch jahrelang dem Spiel mit dem Fußball beim Walddörfer SV nach. Von der Saison 1965/66 bis 1970/71 in der Verbandsliga Hamburg. Mit der Fußballauswahl der Hamburger Feuerwehr errang er sogar die deutsche Meisterschaft in diesen Jahren. Als weiteres Hobby kam jetzt aber noch das mit viel Leidenschaft betriebene Tennisspiel hinzu, das er bis zum 82. Lebensjahr ausübte, in den letzten Jahren zwar nicht mehr in der Medenrunde, aber immer noch im Freundeskreis. Seine Ehefrau hatte er in Bremerhaven kennen gelernt und das Paar ist nunmehr (2021) seit fast 60 Jahren verheiratet und erfreut sich insbesondere an den Enkelkindern.

## Weblink
- Spieler A–Z (Spundflasche)